# Загоровщина
Загоро́вщина (укр. Загорівщина, Загурівщина) — урочище в Киеве в районе Областной больницы на Лукьяновке (район улицы Пугачёва и спуска Герцена). Не существует официальной расшифровки данного топонима, единственная версия происхождения названия — местность называется Загоровщиной, поскольку находится за тремя летописными горами — за Замковой (Кияницей), Щековицей и Юрковицей (Хоривцей). В летописи 980 года эти места также упомянуты как Капычи, а в 1831 году тут нашли древнюю пещеру, остатки орудий труда и осколки посуды эпохи меди-бронзы, а позднее — группу подземных лабиринтов.

## Строительство
Когда в конце 1990-х годов продлевали Сырецко-печерскую линию метрополитена до станции «Дорогожичи», на заднем дворе Института международных отношений (в прошлом — Высшая партийная школа при ЦК КПУ) развернулось масштабное строительство. Тут планировалось построить станцию «Герцена» или «Загоровскую» и конечную остановку троллейбуса № 6 с Виноградаря. Но городская власть в целях экономии средств решила изменить планы строительства, и в 2000 году открыли сразу станцию «Дорогожичи», а вместо станции «Герцена» возвели аварийные платформы и пожарный выход на поверхность.